# АЕС Фуцін
Атомна електростанція Фуцін — атомна електростанція в Фуціні, провінція Фуцзянь, Китай. Станція розташована на узбережжі затоки Сінхуа, поблизу села Цяньсюе містечка Саньшань.
АЕС має чотири 1089 мегаватні (МВт) водно-водяні ядерні реактори (PWR) CPR-1000. CPR-1000 — це передова конструкція PWR, розроблена Китаєм на основі PWR, розроблених Арева на атомній електростанції Дайя-Бей. Станція була спільно побудована та експлуатується Китайською національною ядерною корпорацією (51 %), China Huadian Corp. (39 %) та Fujian Investment & Development Co Ltd. (10 %).
Будівництво першого Блоку розпочалося 21 листопада 2008 і було завершено в 2014. Перший бетон для Блоку 2 залито 17 червня 2009, а установка була запущена в жовтні 2015. Перший бетон для Блоку 3 було залито 31 грудня 2010 року. Будівництво Блоку 4 мало розпочатися в 2011 році, але було відкладено до листопада 2012 року через перевірку ядерної безпеки Китаю після ядерної катастрофи на Фукусімі.
У листопаді 2014 року було оголошено, що блоки 5 і 6 матимуть дизайн Хуалун 1 (оновлений CPR-1000), а блок 5 планується ввести в експлуатацію близько 2019 року. Перший бетон для Fuqing 5 був залитий 7 травня 2015 року. Блок 5 досяг стану критичності в жовтні 2020 року, став першим реактором Hualong One, який досяг цієї віхи. Наступного місяця установку підключили до мережі. Він почав комерційну експлуатацію 30 січня 2021 року. Блок 6 досяг критичності в грудні 2021 року, був підключений до мережі в січні 2022 року і почав комерційну експлуатацію 25 березня 2022 року.

## Дані реакторів
Атомна електростанція Фуцін складається з 5 діючих реакторів і 1 реактора, що будується.
| одиниця | Тип / Модель   | Корисна потужність | Валова потужність | Теплова потужність | Почати будівництво | Перша критичність | Підключення до мережі | Комерційна експлуатація | Примітки             |
| ------- | -------------- | ------------------ | ----------------- | ------------------ | ------------------ | ----------------- | --------------------- | ----------------------- | -------------------- |
| Фаза I  |                |                    |                   |                    |                    |                   |                       |                         |                      |
| Фуцін 1 | PWR / CNP-1000 | 1000 МВт           | 1089 МВт          | 2905 МВт           | 2008-11-21         | 2014-07-24        | 2014-08-20            | 2014-11-22              | [ 3 ] [ 12 ]         |
| Фуцін 2 | PWR / CNP-1000 | 1000 МВт           | 1089 МВт          | 2905 МВт           | 2009-6-18          | 2015-07-22        | 2015-08-06            | 2015-10-16              | [ 4 ] [ 13 ]         |
| Фаза II |                |                    |                   |                    |                    |                   |                       |                         |                      |
| Фуцін 3 | PWR / CNP-1000 | 1000 МВт           | 1089 МВт          | 2905 МВт           | 2010-12-31         | 2016-07-03        | 2016-09-07            | 2016-10-24              | [ 14 ] [ 15 ] [ 16 ] |
| Фуцін 4 | PWR / CNP-1000 | 1000 МВт           | 1089 МВт          | 2905 МВт           | 2012-11-17         | 2017-07-16        | 2017-07-29            | 2017-09-17              | [ 2 ] [ 17 ]         |
| Фуцін 5 | PWR / HPR-1000 | 1060 МВт           | 1150 МВт          | 3060 МВт           | 2015-05-07         | 2020-10-21        | 2020-11-27            | 2021-01-30              | [ 6 ] [ 18 ]         |
| Фуцін 6 | PWR / HPR-1000 | 1060 МВт           | 1150 МВт          | 3060 МВт           | 2015-12-22         | 2021-12-13        | 2022-01-01            | 2022-03-25              | [ 19 ] [ 20 ]        |